# Hypersonic Missiles Tour
Il Hypersonic Missiles Tour è il primo tour di concerti del cantautore britannico Sam Fender, a supporto del suo primo album in studio, Hypersonic Missiles.

## Scaletta
Questa scaletta è tratta dal concerto del 10 dicembre 2019, a Londra. Non è, perciò, rappresentativa di tutti gli spettacoli del tour.
1. Will We Talk?
2. Millennial
3. Start Again
4. Greasy Spoon
5. All Is on My Side
6. The Borders
7. Dead Boys
8. Spice
9. Play God
10. Hypersonic Missiles
11. Leave Fast
12. White Privilege
13. Poundshop Kardashians
14. Saturday
15. That Sound
16. Dancing in the Dark (cover di Bruce Springsteen)

## Date
| Data              | Città               | Stato        | Luogo                                          |
| Nord America      | Nord America        | Nord America | Nord America                                   |
| ----------------- | ------------------- | ------------ | ---------------------------------------------- |
| 25 settembre 2019 | Seattle             | Stati Uniti  | The Crocodile                                  |
| 26 settembre 2019 | Portland            | Stati Uniti  | Doug Fir Lounge                                |
| 28 settembre 2019 | San Francisco       | Stati Uniti  | Great American Music Hall                      |
| 30 settembre 2019 | West Hollywood      | Stati Uniti  | Troubadour                                     |
| 17 ottobre 2019   | New York            | Stati Uniti  | Bowery Ballroom                                |
| 19 ottobre 2019   | Harrisburg          | Stati Uniti  | XL Live                                        |
| Europa            |                     |              |                                                |
| 5 novembre 2019   | Amsterdam           | Paesi Bassi  | Melkweg The Max                                |
| 6 novembre 2019   | Bruxelles           | Belgio       | Magdalenazaal / Salle de la Madeleine          |
| 8 novembre 2019   | Wiesbaden           | Germania     | Schlachthof                                    |
| 9 novembre 2019   | Colonia             | Germania     | Live Music Hall                                |
| 12 novembre 2019  | Berlino             | Germania     | Astra                                          |
| 13 novembre 2019  | Monaco              | Germania     | Backstage Werk                                 |
| 15 novembre 2019  | Parigi              | Francia      | La Maroquinerie                                |
| 22 novembre 2019  | Manchester          | Regno Unito  | Manchester Academy 1, University of Manchester |
| 23 novembre 2019  | Liverpool           | Regno Unito  | Liverpool University Guild of Students         |
| 25 novembre 2019  | Glasgow             | Regno Unito  | O2 Academy Glasgow                             |
| 26 novembre 2019  | Nottingham          | Regno Unito  | Rock City                                      |
| 28 novembre 2019  | Leeds               | Regno Unito  | O2 Academy Leeds                               |
| 30 novembre 2019  | Brighton            | Regno Unito  | Brighton Dome                                  |
| 2 dicembre 2019   | Plymouth            | Regno Unito  | Plymouth Pavilions                             |
| 7 dicembre 2019   | Newcastle upon Tyne | Regno Unito  | O2 Academy Newcastle                           |
| 8 dicembre 2019   | Newcastle upon Tyne | Regno Unito  | O2 Academy Newcastle                           |
| 10 dicembre 2019  | Londra              | Regno Unito  | O2 Academy Brixton                             |
| 17 febbraio 2020  | Newcastle upon Tyne | Regno Unito  | O2 Academy Newcastle                           |
| 19 febbraio 2020  | Newcastle upon Tyne | Regno Unito  | O2 Academy Newcastle                           |
| 24 febbraio 2020  | Parigi              | Francia      | La Cigale                                      |
| 25 febbraio 2020  | Bruxelles           | Belgio       | Ancienne Belgique                              |
| 27 febbraio 2020  | Colonia             | Germania     | Palladium                                      |
| 28 febbraio 2020  | Berlino             | Germania     | Columbiahalle                                  |
| 2 marzo 2020      | Amsterdam           | Paesi Bassi  | Paradiso Grote Zaal                            |
| 5 marzo 2020      | Amburgo             | Germania     | Docks                                          |
| 1° aprile 2020    | North Shields       | Regno Unito  | Private Venue                                  |
| 11 agosto 2020    | Newcastle upon Tyne | Regno Unito  | Virgin Money Unity Arena                       |
| 13 agosto 2020    | Newcastle upon Tyne | Regno Unito  | Virgin Money Unity Arena                       |
| 25 ottobre 2021   | Glasgow             | Regno Unito  | Barrowland                                     |
| 26 ottobre 2021   | Glasgow             | Regno Unito  | Barrowland                                     |
| 18 novembre 2021  | Newcastle upon Tyne | Regno Unito  | Utilita Arena                                  |
| 20 novembre 2021  | Londra              | Regno Unito  | Alexandra Palace                               |
| 21 novembre 2021  | Londra              | Regno Unito  | Alexandra Palace                               |
| 24 novembre 2021  | Leeds               | Regno Unito  | First Direct Arena                             |
| 25 novembre 2021  | Cardiff             | Regno Unito  | Motorpoint Arena Cardiff                       |